# Mostly Autumn at High Voltage 2011
Mostly Autumn at High Voltage 2010 is een livealbum van Mostly Autumn opgenomen op 24 juli 2011 tijdens het High Voltage Festival. Plaats van handeling was het Victoria Park te Londen. Van meerdere bands die uitvoeringen brachten op het zogenaamde progpodium verschenen opnamen, die in eigen beheer door het festival werden uitgebracht. De geluidskwaliteit van deze Mostly Autumn-cd is vergelijkbaar met die van andere live-opnamen van deze band, in ieder geval ongepolijst en in een ruwe mix.

## Musici
- Olivia Sparnenn – zang, gitaar, percussie
- Bryan Josh – zang, gitaar
- Iain Jennings – toetsinstrumenten
- Liam Davidson – gitaar
- Andy Smith – basgitaar
- Anne-Marie Helder – zang, dwarsfluit
- Gavin Griffiths – slagwerk

## Muziek
| Nr. | Titel               | Duur  |
| --- | ------------------- | ----- |
| 1.  | Distant train       | 4:52  |
| 2.  | Answer the question | 4:34  |
| 3.  | Evergreen           | 8:14  |
| 4.  | Deep in Borrowdale  | 7:00  |
| 5.  | Questioning eyes    | 11:01 |
| 6.  | Heroes never die    | 9:47  |

| Nr. | Titel     | Duur |
| --- | --------- | ---- |
| 1.  | Backstage |      |

2010: Argent · Asia · Emerson, Lake & Palmer · Marillion
2011: Barclay James Harvest (Lees) · Mostly Autumn · Pallas · Spock's Beard ·  Triggerfinger